# 黑非洲基礎研究所
黑非洲基礎研究所（法語：Institut Fondamental d'Afrique Noire；縮寫作「IFAN」）是一所位於非洲塞内加尔的首都达喀尔的研究所，為前法屬西非進行人文科学及自然科学方面的基礎研究。

## 历史
成立於1938年，當時IFAN的總部設立於今日的塞內加爾大學內的泰奧多爾·莫諾非洲美術博物館，稱為「黑非洲法國研究所」（法語：Institut Français d'Afrique Noire；縮寫一樣）。
塞内加尔共和国独立後，於1960年被編入成為达喀尔大学（即今日之「谢赫·安达·迪奥普-达喀尔大学」）的成員機構。1966年改為現在的名稱。

## 外部連結
- 官方网站
- BIFAN archives